# クルディスタン地域

クルディスタン地域
ھەرێمى كوردستان（クルド語）
إقليم كردستان العراق（アラビア語）

地域の標語：なし
地域の歌：おい、敵よ
ئەی ڕەقیب Ey Reqîb

     イラク中央政府が公式に定めたクルド人自治区の領域
     イラク・クルド自治政府が併合して実効支配している領域 
     イラク・クルド自治政府が領有を主張する領域
     その他のイラク国土

クルディスタン地域（クルディスタンちいき、クルド語: ھەرێمى كوردستان Herêma Kurdistanê、アラビア語: إقليم كردستان العراق、英語: Iraqi Kurdistan）は、イラク北部に設けられたクルド人の自治地域。イラク領クルディスタン、クルド人自治区、クルド自治区、南クルディスタンなどともいう。クルド人は複数の国にまたがって居住しており、クルディスタン全域のうちトルコ領内の北クルディスタンの南に位置する。

## 概要
現行のイラク憲法では広範な権限を持つ「地域（إقليم كر）」とされ、理論上は中央政府より委譲された権限を持つ「自治区」ではなく、イラク連邦の「構成体（地域）」が正しい。公式に認められている領域は主にイラク北東部のアルビール県（エルビル県）、ドホーク県、スレイマニヤ県、ハラブジャ県の4県にまたがり、自治区の首府はアルビール市にある。
湾岸戦争（1991年）でイラクは敗れたがサッダーム・フセイン政権は存続し、多国籍軍の主力だった米国はイラク北部にクルド人保護のため飛行禁止区域を設定した。イラクのクルド人は独自の軍隊（ペシュメルガ）を擁して勢力を保持し、2003年のイラク戦争ではフセイン政権を打倒した米国と共闘した。
アルビール県とドホーク県はクルディスタン民主党が、スレイマニヤ県はクルディスタン愛国同盟が支配していたが、2005年に統一を宣言し、2006年にクルディスタン地域政府（KRG）が成立した。
クルド人による自治政府が主張する統治領域にはイラク中央政府との間に食い違いがあり、2012年には軍事衝突も起きていた。しかし2014年、ISILの攻勢の折にクルディスタン地域政府（KRG）はイラク政府軍の撤退した地域にペシュメルガを送り込み、2015年にはKRGの主張するほとんどの領域にて自治を行っていたが、2017年にイラク政府軍との衝突があり、キルクーク県から撤退した。イラクとの間で論争のある地域には北部最大の都市であるモースルとイラク最大の油田地帯であるキルクークが含まれる。
2017年9月25日にイラクからの独立投票を行い、独立派が賛成多数となった。一方でクルド人はイラクの中央政界でも活動しており、フセイン政権崩壊後、象徴的な存在であるイラクの大統領はクルド人が選ばれる慣例になっている。

## 歴史
1970年3月11日、イラクのバアス党政権とムスタファ・バルザニ率いるクルディスタン民主党の間で成立した協定にもとづいて自治地域が設置された。
イラン・イラク戦争末期の1988年3月16日、イラン国境に近い東部の町ハラブジャで化学兵器が使われ、多くの住民が殺害された（ハラブジャ事件）。
1991年湾岸の湾岸戦争に際し、クルド人はフセイン大統領に反抗する決起を行い、多国籍軍がイラク北部に飛行禁止空域を設けて保護したことで、事実上バアス党政権の支配を離れ、実効支配を手にした。この時代、自治区のクルド勢力は自治区独自の旗を有し、独自の通貨を発行した。しかし、イラク・クルド人勢力の二大政党であるクルディスタン民主党とクルド愛国同盟の対立が激しく続き、1994年、1996年、1997年には数千人が死亡する大規模な戦闘が発生し、クルディスタン地域は二大政党支配地域に分裂した。
2003年のイラク戦争によりバアス党政権が崩壊すると、連合国側についたクルディスタン地域の独立やモースル、キルクークへの拡大の可能性が浮上したが、イラク国内のアラブ人や、国内に同じクルド人問題を抱える隣国トルコが強硬に反対しており、その将来は予断を許さない。地域に住む若いクルド人の間では、トルコやイランのクルド地域も含めて早期に独立すべきだというクルド民族主義（大クルディスタン）の気運が高まっているとされる。。2017年9月25日には、国際社会が反対する中、独立住民投票が自治政府により実施され、賛成派が多数となったが、イラク政府は反発しこの投票結果を認めていない。自治政府によると2年以内に独立を目指すとした。
2017年10月16日にはイラク軍はイスラム教シーア派民兵と共に係争地であるキルクークに進軍し、戦闘が発生。ペシュメルガは同地域から撤退しイラク軍が制圧したとされる。戦闘を恐れた住民は流出。周辺諸国のイラン、トルコからも包囲され、経済的な封鎖が続き、米国もこれを黙認するなど厳しい状況となっている。
2022年9月28日、イランのイスラム革命防衛隊から弾道ミサイルと無人航空機による越境攻撃を受け、13人が死亡した。イラン西部クルディスタン州出身の女性が、同国首都テヘランで「ヒジャブの着用方法が不適切」という理由で警察に逮捕されて死亡した事件への抗議デモがイラン各地に広がり（en:Mahsa Amini protests）、イラン指導部が、クルディスタン地域のクルド人勢力がデモに関与していると主張して攻撃した。

## 政治
元首は、クルディスタン地域政府（KRG）の大統領（「議長」と呼ぶこともある）である。地域政府大統領を務めてきた、クルディスタン民主党（KDP）党首のマスード・バルザニは、上記の独立投票を巡る混乱を収拾するため2017年11月1日をもって辞任し、しばらく大統領職は空席となったが、2019年6月10日よりマスード・バルザニの甥であるネチルバン・バルザニ自治政府首相が議長に就任した。大統領の下には首相のポストがあり、首相は主に行政を担当する。地域政府は外交以外の権限が、イラクの中央政府から与えられている。
また、地方議会としてクルディスタン議会が存在する。議席は全部で111議席。主な政党は、
- クルディスタン民主党（KDP）
- クルディスタン愛国同盟（PUK）
- クルディスタン・イスラーム連合（英語版）
- クルディスタン共産党
- ゴラン党
- アッシリア民主運動

KDPとPUKが地域における最大勢力であり、両政党は議会で統一会派を結成している。このため、フセイン政権崩壊後、二大政党による議会支配が続いてきた。近年、二大政党の長期支配による汚職などの腐敗、失業率の悪化などから住民の間、特に若者の間で両党に対する忌避感情、変化を望む意見が起き始め、2009年7月に行われた民族議会選挙では、「改革」を掲げた野党・ゴラン党が躍進した。ほか、少数のヤズディ教徒のための議員枠がある。

## 軍事
事実上の国軍としてペシュメルガが存在する。ペシュメルガは、イラク国内の軍事組織としては比較的優れていると評価されている。しかし、ほとんどは軽装備の歩兵部隊に過ぎず、フセインと戦った経験豊富な軍人も世代交代していなくなっており、敵対する過激派組織ISILに比較すると、その装備は十分ではないともされ、米国やドイツを始めとする諸外国からの軍事支援を受けている。2004年9月から2,800人規模の韓国軍ザイトゥーン部隊がアルビール県に展開し、平和維持と再建に当っていたが、現在は撤退している。

## 地理・気候

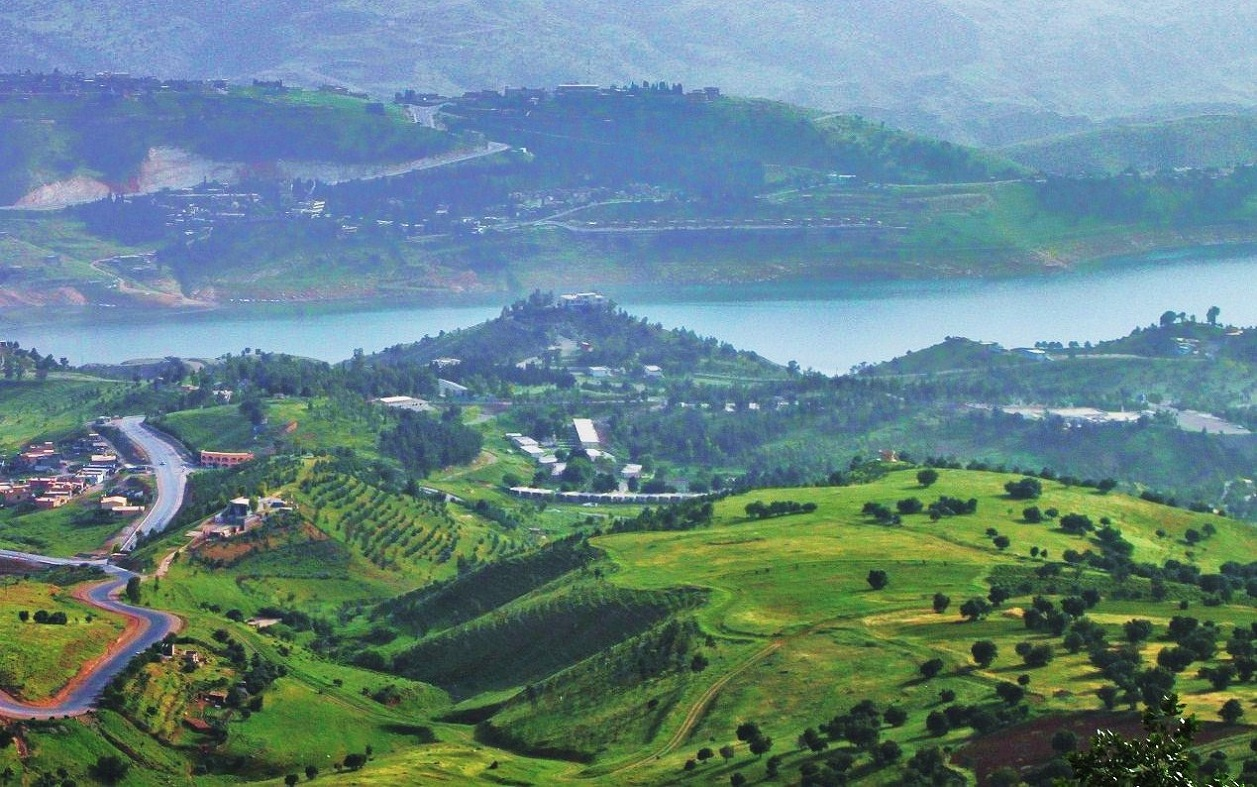
デュカン湖

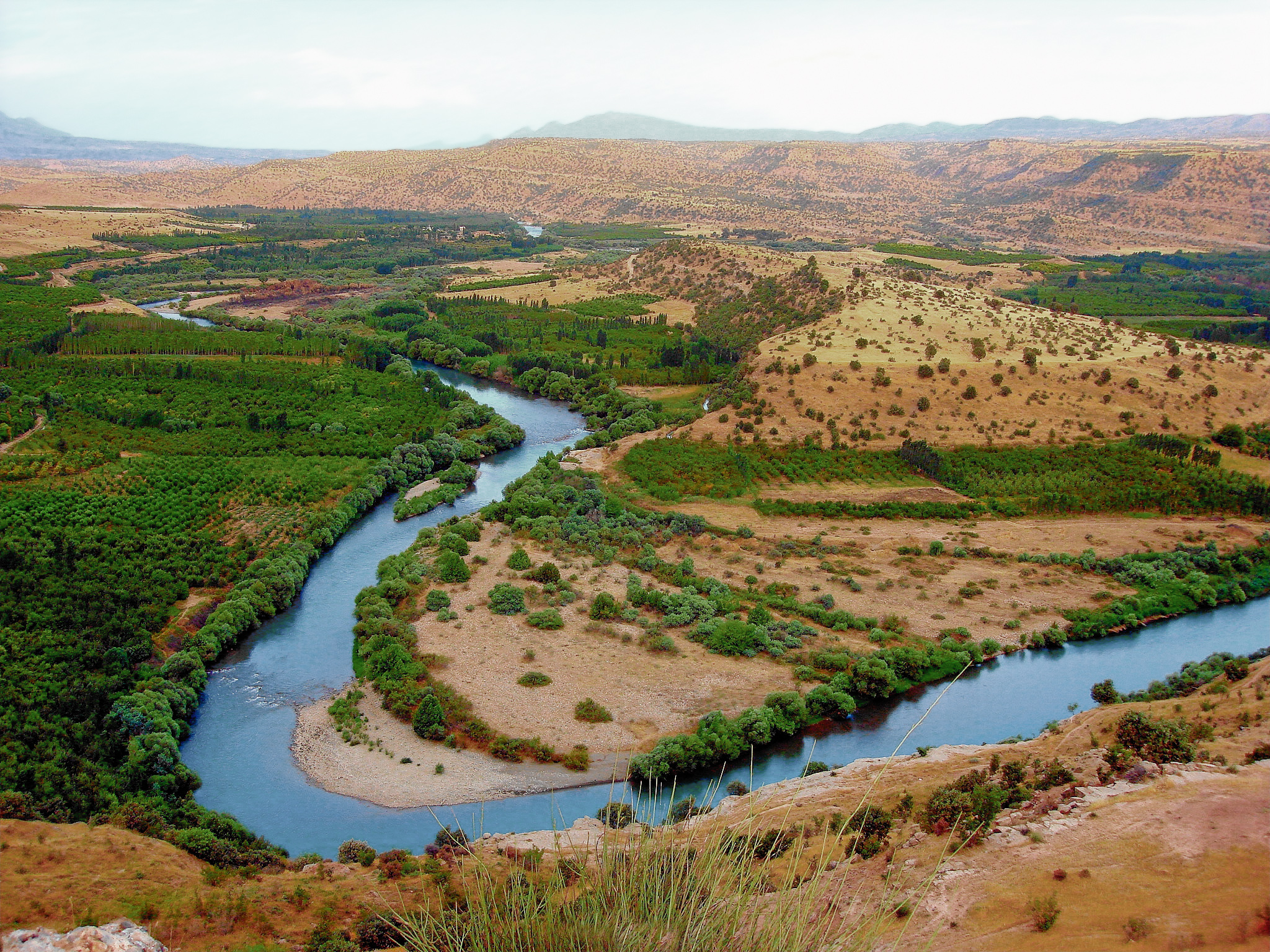
ザブ川

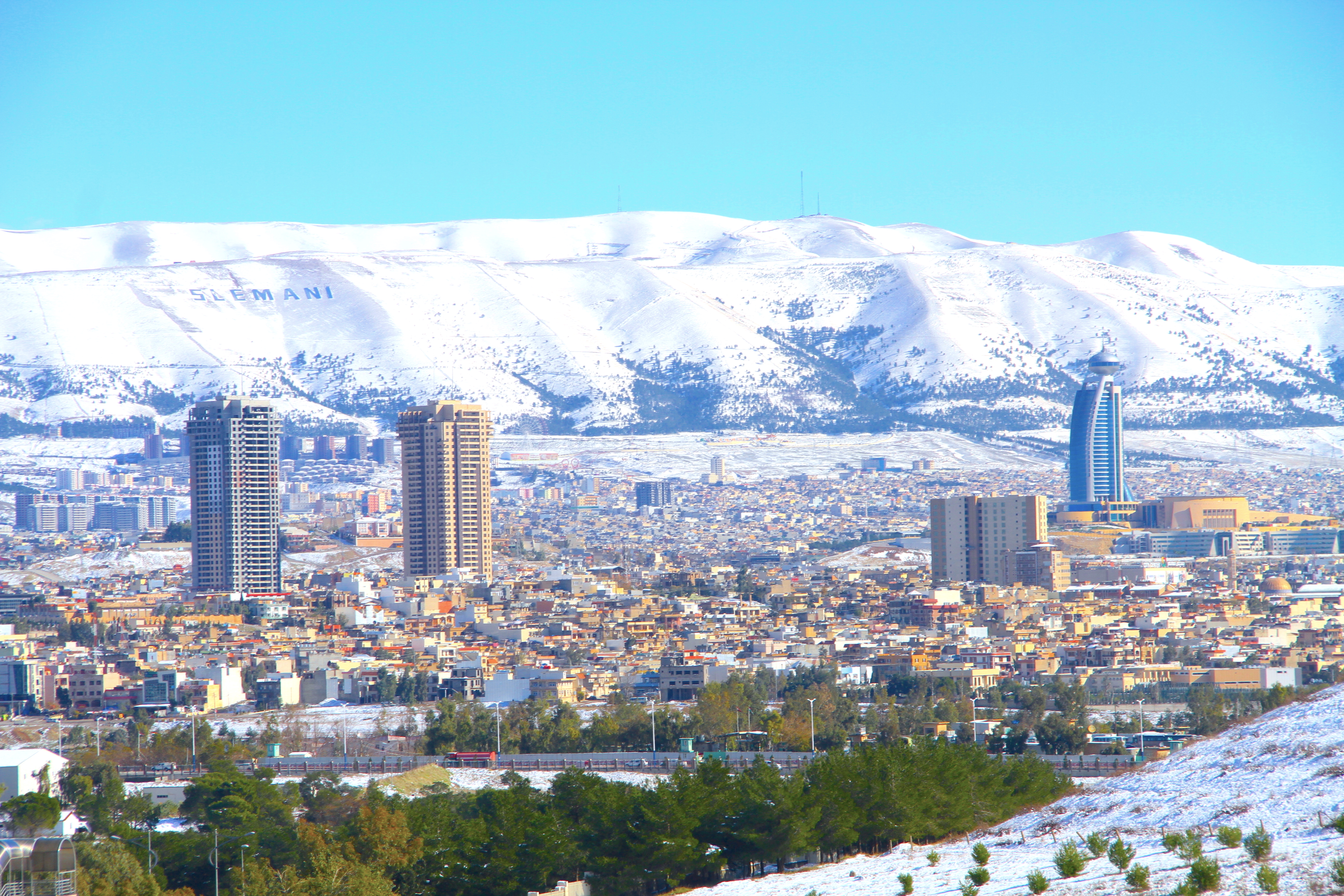
雪で覆われた冬のスレイマニヤ

山岳地帯が多く北部のトルコから東部のイランとの国境地帯にザグロス山脈が走り、最高地点はシェーハ・ダー山の3,611 mに達する。これらの、山脈部から流れる川が豊富な水をもたらし、デュカン湖等を形成している。一方、南部は平坦な砂漠地帯となっている。
気候は変化に富み、山岳部は降水量が比較的多い地中海性気候(Csa)、南部の平野部がステップ気候（BSh）となっている。イラクの砂漠地域と比べると夏季の酷暑は抑えられるがそれでも夏の平均最高気温は35～40度に達し、40度を超える事もあるなどかなり暑い。冬は比較的寒く、平均気温は5～6度前後となり、アルビールでも氷点下15度以下の冷え込みを記録することもある。標高の高い山間部では気温は氷点下となり寒さが厳しく、一部が豪雪地帯となっている。年間降水量は南部で200～400㎜、山岳部は多雨地帯となり3000mmを超す地域もある。

## 国民

### 民族
クルド人が大半であるが、正確な統計は存在しない。また、アラブ人、アッシリア人、トルクメン人、アルメニア人、ユダヤ人もおり、多民族となっている。

### 言語
公用語はクルド語とアラビア語。クルド語はおおまかにソラニー方言とクルマンジー方言の二つの方言に分かれる。その他、アッシリア現代アラム語、カルデア現代アラム語、トルクメン語、アルメニア語も話されている。

### 宗教
イスラム教スンニ派が主流である。他にイスラム教シーア派やスーフィズム、アッシリア人とアルメニア人の間ではキリスト教も信仰されている。ヤズィーディー教、ゾロアスター教、ユダヤ教も信仰されるなど実態は多宗教共存型である。

## 経済

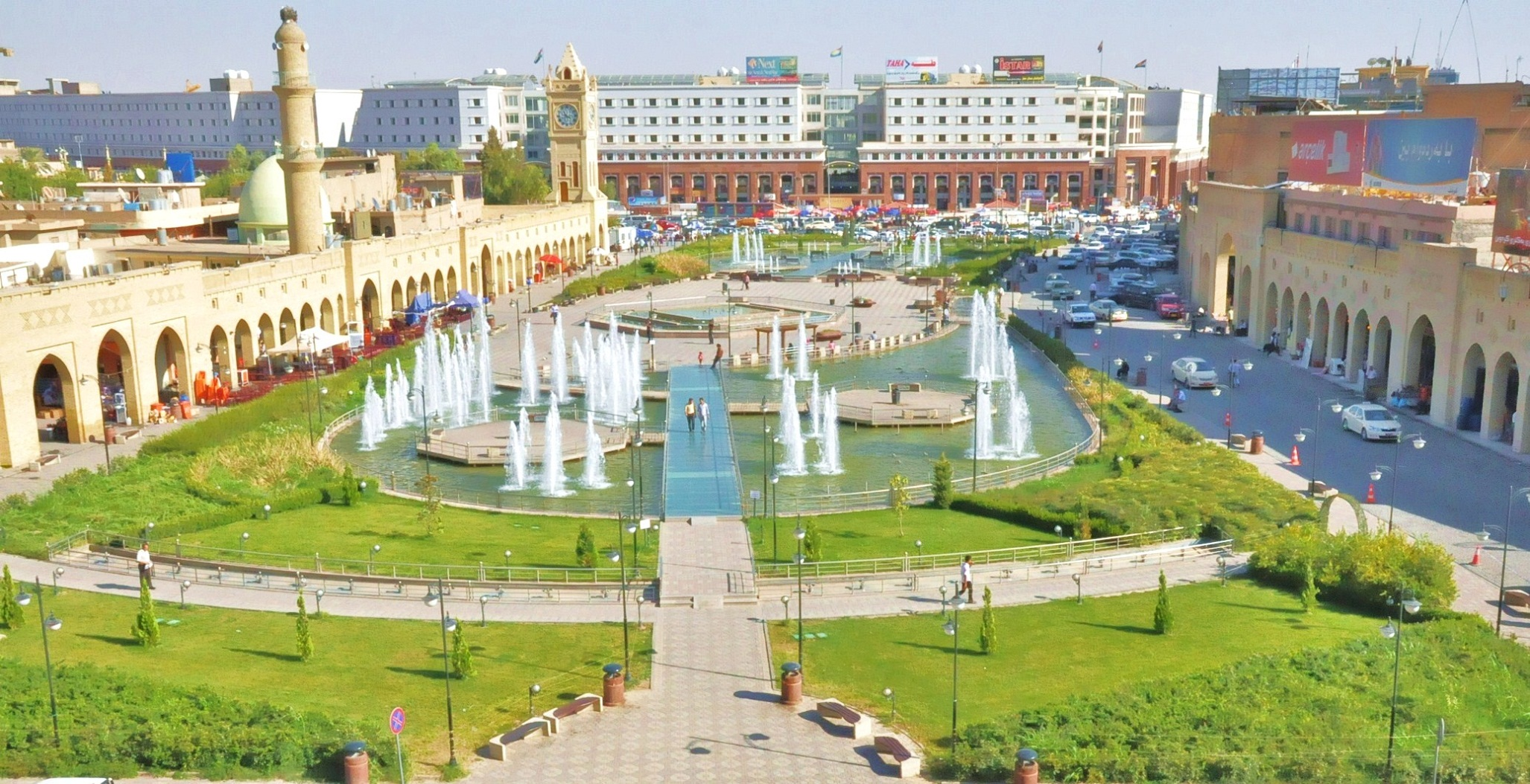
アルビールの街

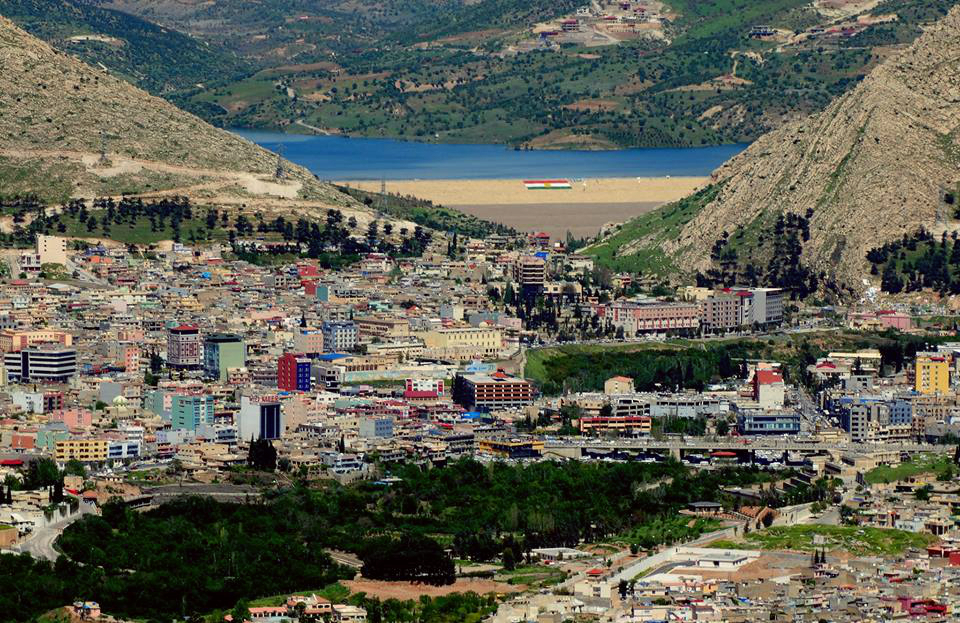
ドホークの街

クルディスタンでは独自の治安維持組織が活動しており、テロリズムによる混乱が続くイラク国内では例外的なほど治安が良好に保たれていた。そのため油田開発が進んでおり、その輸出によりビル建設などこの地域の経済は好景気に沸いている。
しかし、2013年頃よりイスラム国家樹立を掲げる過激派組織「イスラム国」（ISIL）が台頭し、2014年にはクルディスタン地域と交戦状態に入った　
一時はクルディスタン周辺がISILに攻め込まれて包囲され、この地域からクルド避難民が流出したが、米国などの空爆軍事支援もあって、2015年に入ってからはペシュメルガが周辺地域を奪還した。この過程を通して、自治政府の役割が増大し、その機能が強化されたため、現時点ではクルディスタン地域はイラクからは半ば独立した状況になっている。この地域は油田が豊富であり、その利権をこれまではイラク中央政府と分け合ってきた。
政治的・経済的な中心都市アルビールには、米国の領事館や企業の拠点があり、アメリカのイラク権益が集中する地域でもある。

## 外交関係

領事館が置かれている国々

歴史的にイスラエルとの関係が深く、中東では数少ないイスラエルとの友好関係を保っており、イスラエルの諜報機関のモサドと連携した過去がある。トルコ国内のクルド人組織のクルディスタン労働者党（PKK）とは対立関係にあることから、トルコ政府との関係も深くトルコ経由での石油輸出が行われ、最大の貿易相手国となっている。しかしトルコ政府は独立には反対している。米国をはじめとした西側欧米諸国との関係も深く、スウェーデン等の欧州へ難民として渡ったクルド人が多い地域との関係、交流が深い。
米国やトルコのほか、日本も含めたおよそ32か国の領事館がアルビールに置かれているが、KRGはイラク中央政府とは別の外交ルートを持っており、ビザの発給等もイラクとは異なり独自に行われている（ただし、イラク政府は同ビザを認めておらず、クルディスタン地域以外に移動した場合、不法滞在になると警告している）。

## 地方行政区画

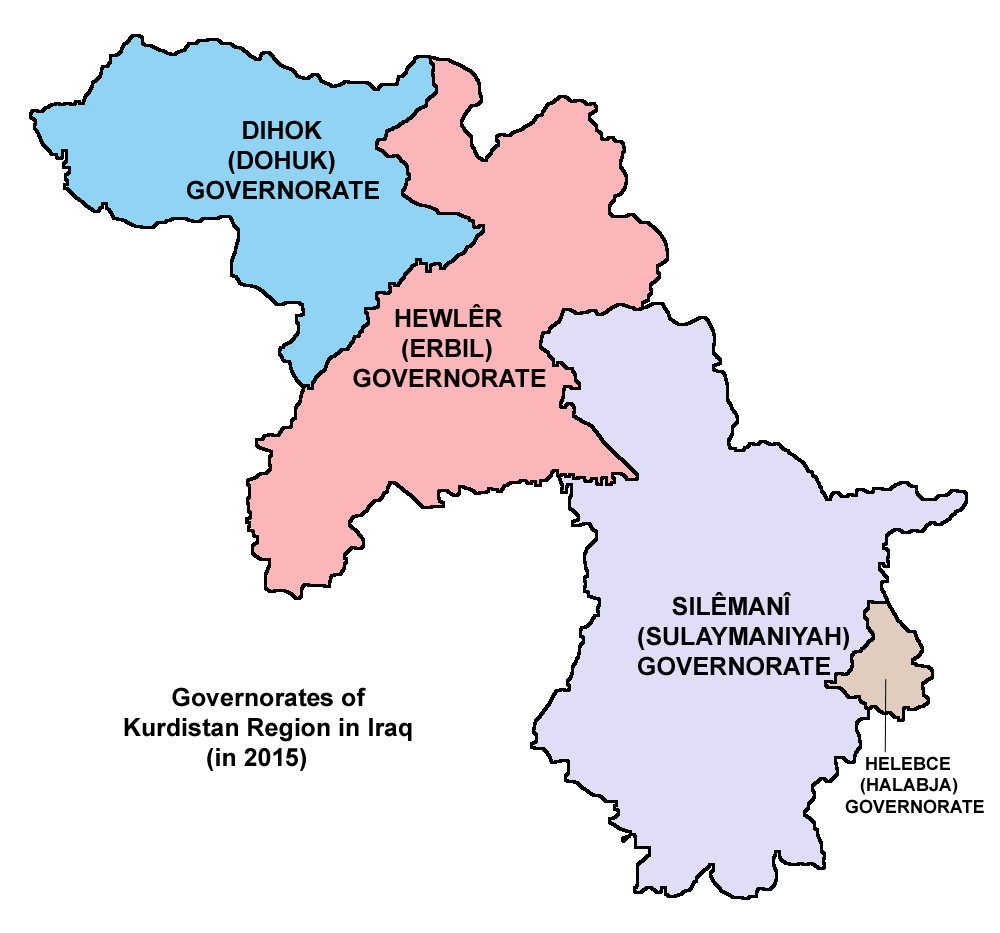
2015年のクルディスタン地域

2015年以降4つの県（州と呼ぶこともある）に分かれる。
1. アルビール県 - 県都アルビール
2. ドホーク県 - 県都ドホーク
3. スレイマニヤ県 - 県都スレイマニヤ
4. ハラブジャ県 - 県都ハラブジャ。2014年にスレイマニヤ県から分割された。

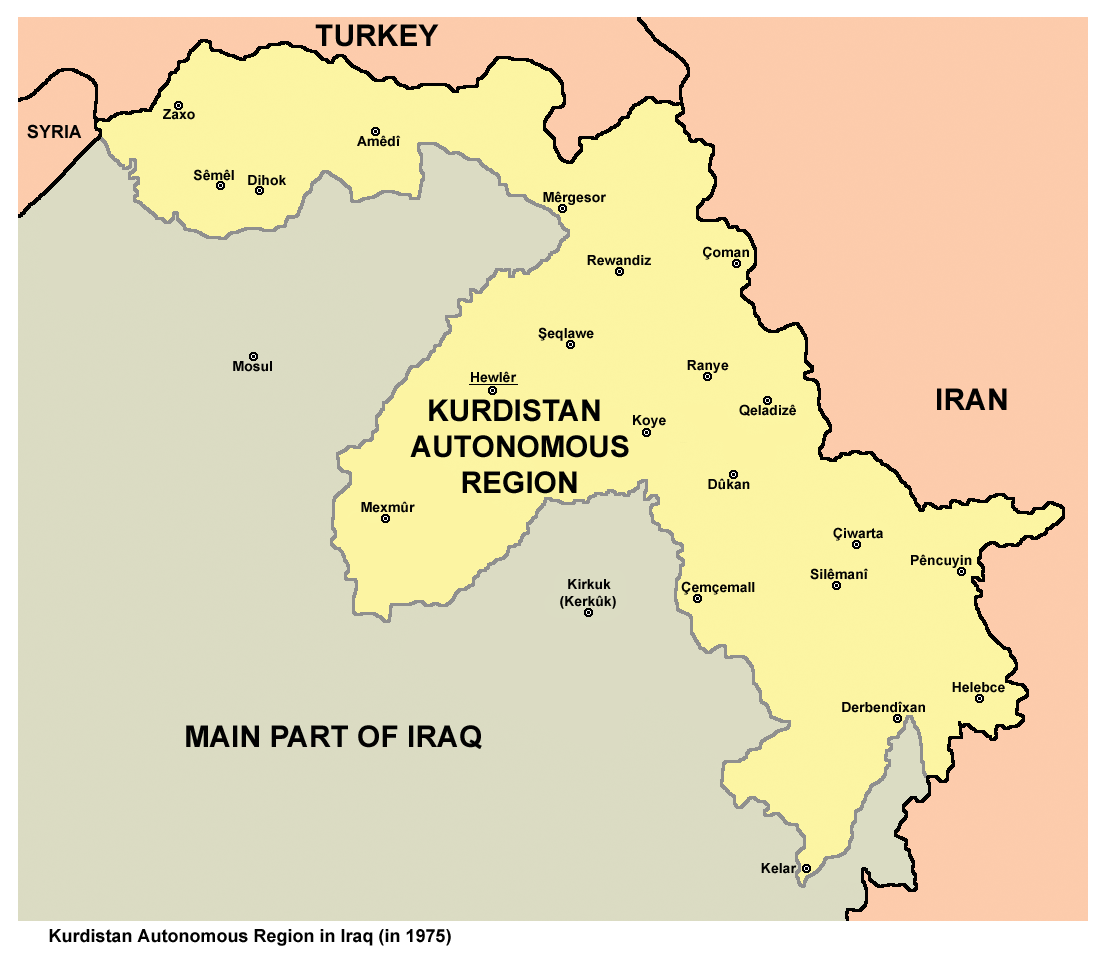
1975年の自治区
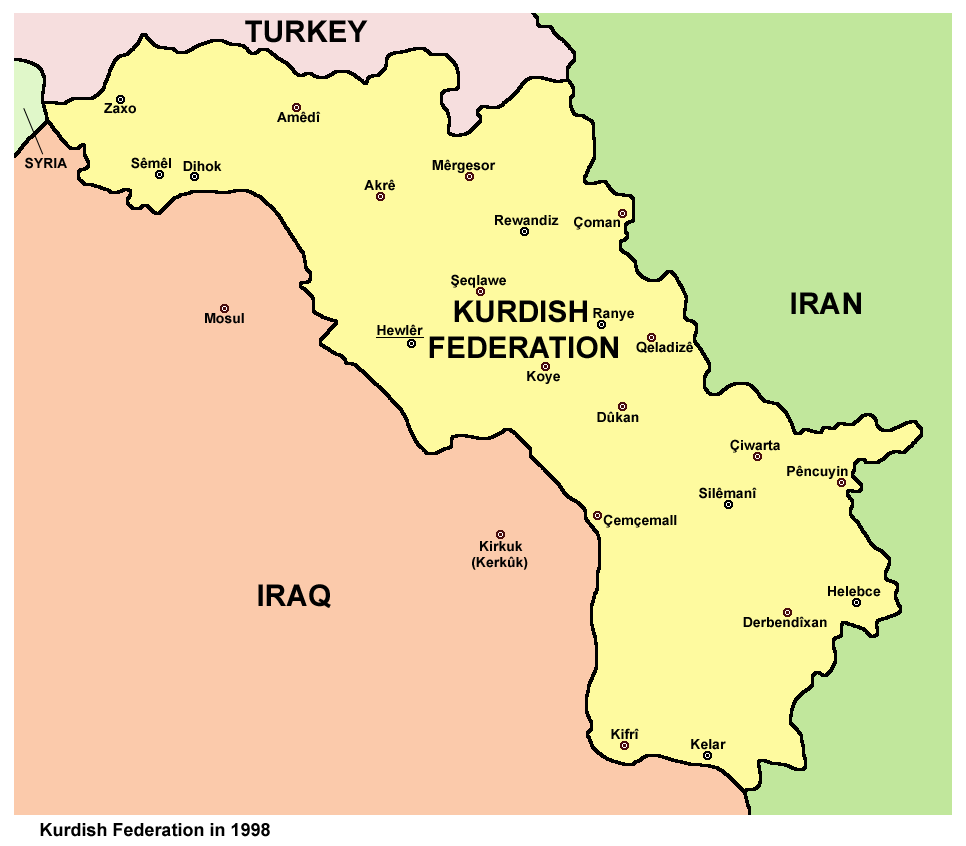
1998年の自治区
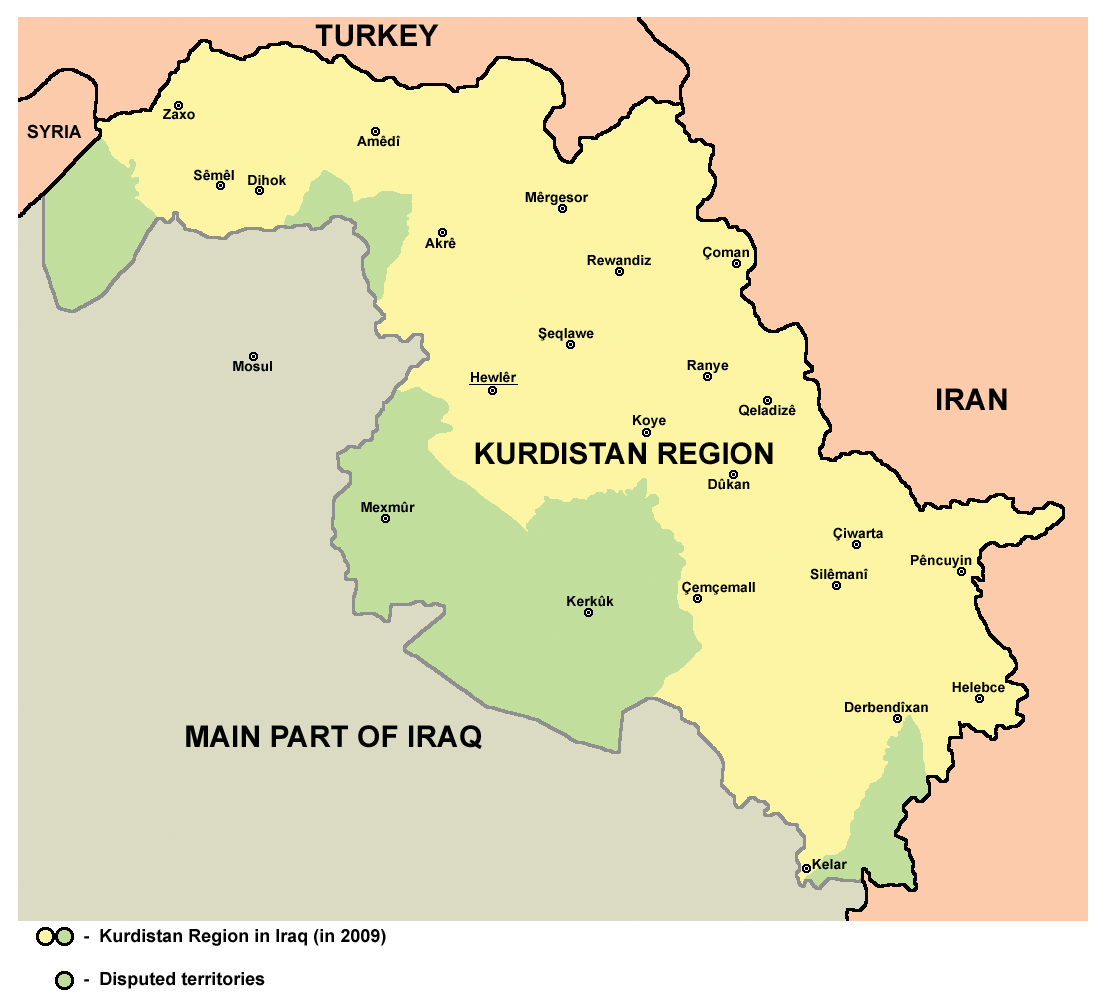
2009年の自治区

## 主要都市

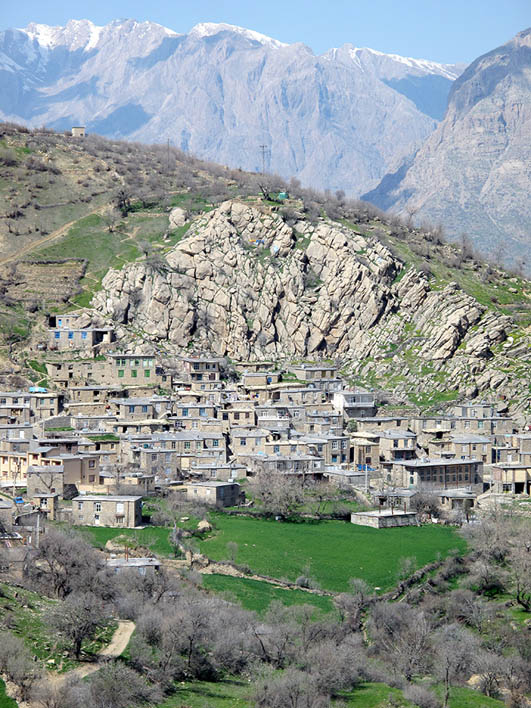
Hawraman地方の村

- アルビール：人口140万人で、最大の都市。アルビール県の県都にして、イラク・クルディスタン地域全体の主都でもある。
- スレイマニヤ：人口96万人。標高882 mに位置する。スレイマニヤ県の県都。
- キルクーク：人口85万人。公式な領土外であり、イラク中央政府との係争地となっている。
- ドホーク：人口35万人。ドホーク県の県都。
- ザーホー：人口33万人。ドホーク県ではドホーク市に次ぐ第二の都市。
- アマディヤ：標高1400mに位置する。

## 交通
新設されたハラブジャ県を除く3県それぞれの県都に国際空港があり、全て
3,500m以上の滑走路を有するなど空路は比較的整備されている。
- アルビール国際空港
  - 2005年に建設された新空港は、民用可能な空港としては世界屈指の4､800mの滑走路を有し、ILSカテゴリー2レベルの装備を持っている。
- スレイマニヤ国際空港
- ドホーク国際空港